# Торлино (Свердловская область)
Торлино (посёлок Торлинский) — упразднённая  деревня в Таборинском районе Свердловской области России.

## История
Переселенческий посёлок Торлинский был основан в начале XX века переселенцами из белорусских губерний. Изначально административно относился к Носовской волости Туринского уезда Тобольской губернии. В 1920-х годах принадлежал к Носовскому сельсовету Таборинского района Ирбитского округа Уральской области.

## Население
В 1912 году в посёлке было 12 хозяйств, население — 58 человек. По данным переписи 1926 года в Торлино было 24 хозяйства, 107 жителей.

## Религия
По данным «Справочной книги Тобольской епархии к 1 сентября 1913 года», пос. Торлино относился к приходу пос. Ушкепского Тобольской епархии, начавшего действовать в 1911 году. В 1914—1915 годах в Торлино была построена деревянная однопрестольная Николаевская церковь и открыт приход, в состав которого был включён пос. Ушкепский. Открытие храма состоялось 27 сентября 1915 года. «За труды по заготовке, подвозке леса и организации работ по постройке храма» архипастырского благословения был удостоен туринский мещанин Дамиан Иванович Шуликовский.
В ушкевском, а затем в торлинском приходе, служил священномученик Алексий Кротенков (1878—1930). 13 марта 1911 года, после окончания пастырских курсов в Москве, он был рукоположен во священника к церкви в пос. Ушкепском. 30 мая 1915 года переведён в храм в село Нижне-Романовское Тобольского уезда. В торлинском приходе также служили священники: Сергий Волков (20 августа 1915—?), Николай Макаров (с 5 февраля по март 1916), Иоанн Мелентьев (13 апреля 1916—?), Георгий Российский (с 10 февраля по 3 августа 1918), Димитрий Коган (8 августа 1918—?). В 1930-е годы храм был закрыт.